# Cataguases (kommun)
Cataguases är en kommun i Brasilien.   Den ligger i delstaten Minas Gerais, i den sydöstra delen av landet, 800 km sydost om huvudstaden Brasília. Antalet invånare är 69 810.
Följande samhällen finns i Cataguases:
- Cataguases

Omgivningarna runt Cataguases är huvudsakligen savann. Runt Cataguases är det glesbefolkat, med 15 invånare per kvadratkilometer.